# Catadoides longipalpis
Catadoides longipalpis är en fjärilsart som beskrevs av Swinhoe 1903. Catadoides longipalpis ingår i släktet Catadoides och familjen nattflyn. Inga underarter finns listade i Catalogue of Life.